# Juan Clímaco Ordóñez
Juan Clímaco Ordóñez Mantilla (Girón, 31 de marzo de 1806-Santa Marta, 11 de agosto de 1850) fue un político neogranadino, activo en la primera mitad del siglo XIX. Fue el primer presidente designado de la historia de Colombia.

## Biografía

### Orígenes
Juan Ordóñez nació en Girón, Santander, el 31 de marzo de 1806. Era hijo Don Camilo Ordóñez Salgar (1776 - 1832), natal de Girón y Doña Catalina Mantilla de los Ríos y Navas (1778 - 1845). Sus hermanos eran Grisanto y Vicenta Ordóñez Valdez Mantilla de los Rios.

### Familia
Juan Clímaco Ordóñez se casó con Manuela Caro Ibáñez, hermana de José Eusebio Caro, en Bogotá, el 24 de septiembre de 1835, con 29 años, y tuvo seis hijosː Juan Clímaco Caro, Manuela, María (monja redentorista), Catalina, Camilo Antonio y José Manuel Benigno Mercedes Ordóñez Caro. La familia se residenció en París, donde fallecería Manuela Caro años después.

### Carrera política
Se destacó como parlamentario, llegando a ser presidente de la Cámara de Representantes en el período 1834 - 1838 y 1843 -1844, en el Congreso al que le correspondió promulgar la Constitución Política de ese año.
Fue Secretario de Hacienda en el primer gobierno de Tomás Cipriano de Mosquera entre 1845 y 1847 y ejerció la Presidencia del Senado de la República en 1849, durante la convulsionada elección presidencial de José Hilario López.

### Designación
Entre 1844 y 1845 fue la primera persona en ocupar el cargo de Designado presidencial, reemplazando temporalmente al titular Pedro Alcántara Herrán.

### Fallecimiento
Juan Ordoñez falleció 11 de agosto de 1850, a los 44 años, en Santa Marta.